# Petrocerus catiena
Petrocerus catiena är en fjärilsart som beskrevs av William Chapman Hewitson 1875. Petrocerus catiena ingår i släktet Petrocerus och familjen Riodinidae. Inga underarter finns listade i Catalogue of Life.

## Bildgalleri

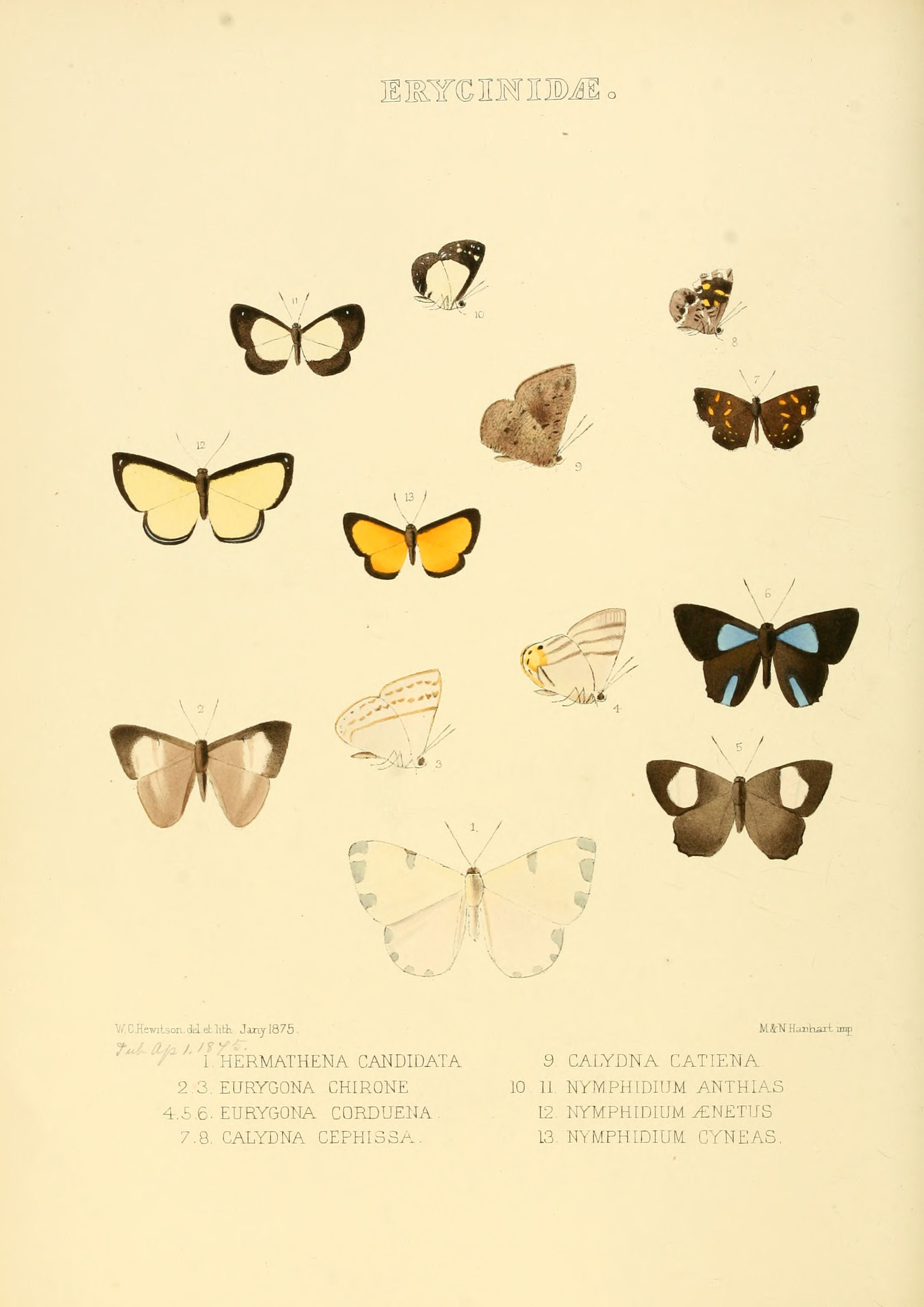